# 아와지 스구루
아와지 스구루(일본어: 淡路 卓, あわじ すぐる, 1989년 7월 29일 ~ )는 일본의 펜싱 선수로 주 종목은 플뢰레이다. 2012년 하계 올림픽에서 그는 남자 플뢰레 단체전에 교체요원으로 출전하여 은메달을 획득하였다.